# 1925 en photographie
| Années de la photographie : 1922 - 1923 - 1924 - 1925 - 1926 - 1927 - 1928    |
| Décennies de la photographie : 1890 - 1900 - 1910 - 1920 - 1930 - 1940 - 1950 |

Cet article présente les faits marquants de l'année 1925 en photographie.

## Événements
- En France, le dépôt légal pour les photographies est institué.
- Le Leica I avec la pellicule de 35 mm, premier appareil photographique commercialisé par la firme allemande Leica, est présenté à la Foire de Leipzig[1]; il séduira les photographes du monde entier.
- Anatol Josepho dépose aux États-Unis le brevet d'invention de la cabine photographique qu'il appelle photomaton.
- Albert Renger-Patzsch quitte son travail de photographe de presse et ouvre un studio à Bad Harzburg en Basse-Saxe comme photographe indépendant ; il publie son premier livre de photographies Das Chorgestühl von Kappenberg, consacré aux stalles de l'église du monastère de Cappenberg[2].

## Photographies notables
- Edward Weston, Nu (en).

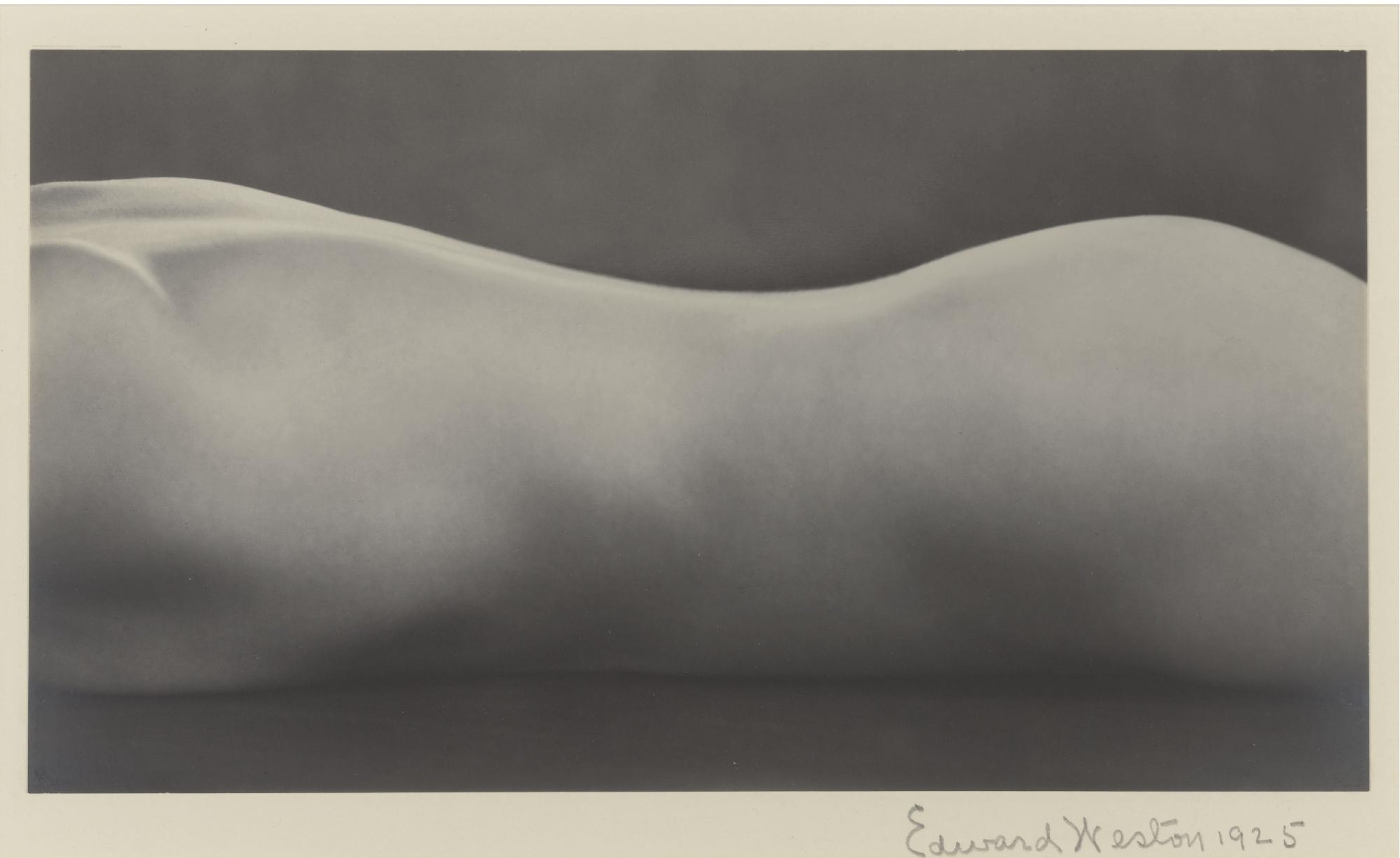
Edward Weston, Nu.

- 1925-1926 : August Sander, Le peintre Otto Dix et son épouse Martha (en)[3].
- Marcelin Flandrin prend depuis un avion la dernière photographie connue d'un lion de l'Atlas sauvage[4].

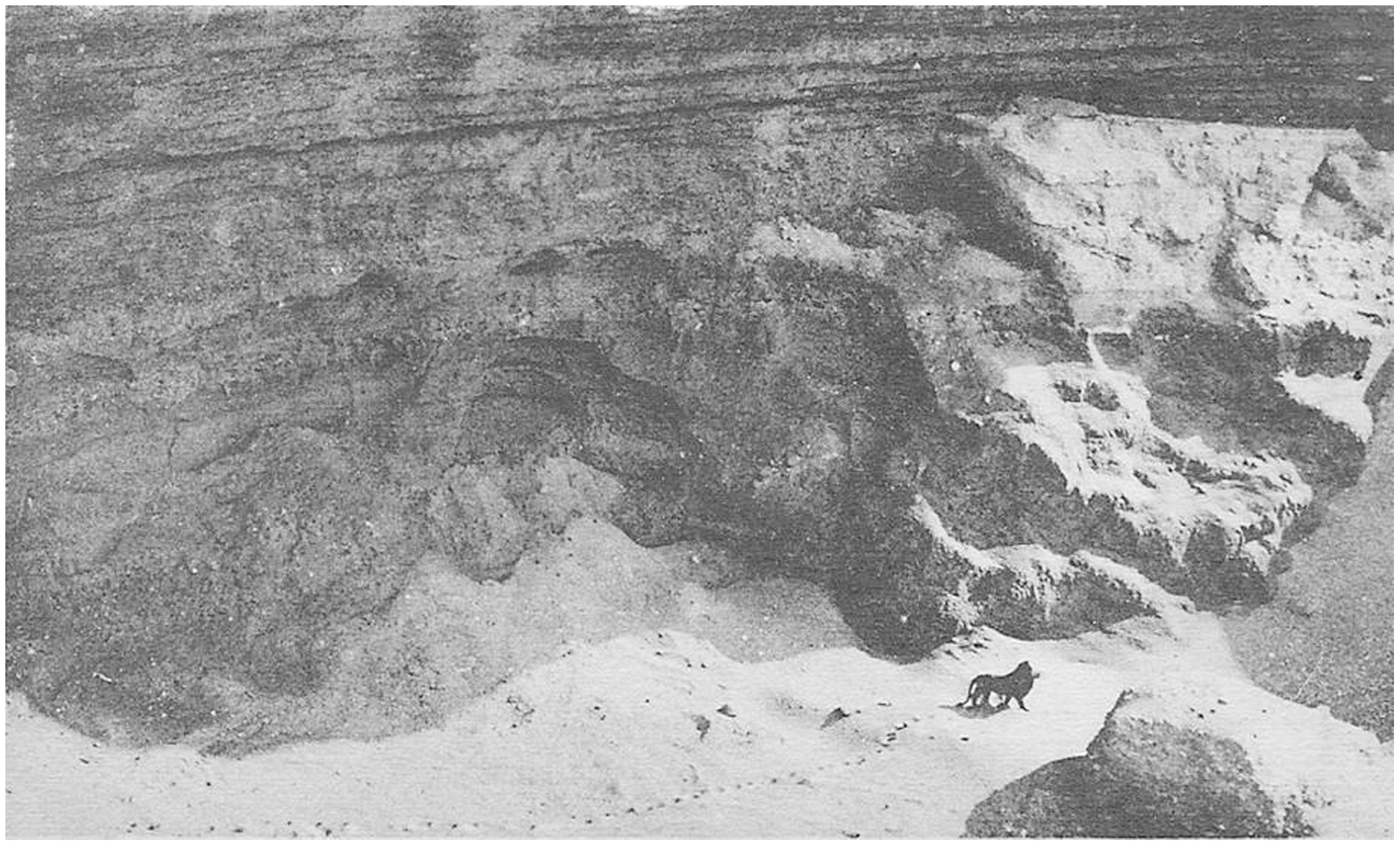
Marcelin Flandrin, photographie d'un lion vu dans les montagnes de l'Atlas, lors d'un vol sur la ligne aérienne Casablanca-Dakar, 1925.

## Livres de photographies
- László Moholy-Nagy et Lucia Moholy, Malerei. Fotografie. Film [Peinture. Photographie. Film], Munich, Albert Langen Verlag ; l'ouvrage, publié sous le seul nom de László Moholy-Nagy, présente les photogrammes du couple[5].

## Études, essais, articles
- Gabriel Cromer, « Il faut créer un musée de la photographie. Où doit-il être ? Que doit-il être ? Quelles pourraient être ses premières richesses ? », Bulletin de la Société française de photographie, janvier 1925, n° 1, p. 14-19[6].
- Georges Potonniée, Histoire de la découverte de la photographie, Paris, Paul Montel, 1925, 319 p. (lire en ligne).
- Constant Puyo, Comment composer un paysage, Paris, Paul Montel, coll. « Bibliothèque de la Revue française de photographie », 141 p.
- Virginia Woolf publie Pattledom, un essai sur la vie de sa grand-tante, la photographe Julia Margaret Cameron.

## Festivals et congrès photographiques
- 29 juin - 4 juillet : 6e congrès international de photographie,  Paris[7],[8].

## Naissances
- 10 mars : Ed van der Elsken, photographe néerlandais, mort le 28 décembre 1990.
- 9 avril : Art Kane (Arthur Kanofsky), photographe américain, mort le 3 février 1995.
- 18 avril : Suzanne Held, photographe française, morte le 10 mai 2022.
- 15 mai : Ralph Eugene Meatyard, photographe américain, mort le 7 mai 1972.
- 29 mai : Arnold Odermatt, policier et photographe suisse, mort le 19 juin 2021.
- 26 juin : Guy Borgé, aviateur, photographe et auteur d'ouvrages sur la photographie, mort le 29 décembre 2013.
- 1er août : Mario Giacomelli, poète et photographe italien, mort le 25 novembre 2000.
- 6 août : Gérard Castello-Lopes, photographe portugais, un des représentants de la photographie humaniste, mort le 12 février 2011.
- 10 août : Jean Péraud, photographe de guerre français, porté disparu le 1er juillet 1954 au cours de la bataille de Dien Bien Phù.
- 6 septembre : Mariana Yampolsky, photographe mexicaine, morte le 3 mai 2002.
- 13 septembre : Jean Mohr, photographe suisse, mort le 3 novembre 2018.
- 25 novembre : Tazio Secchiaroli, photographe italien, mort le 24 juillet 1998.
- 18 décembre : John Szarkowski, conservateur de musée américain, conservateur pour la photographie au Museum of Modern Art (MoMA) de New York, mort le 7 juillet 2007.

## Décès
- 25 avril: Carlo Brogi, photographe italien, né en 1850.
- 5 juin : Jules Jacot-Guillarmod, médecin, alpiniste et photographe suisse, né le 24 décembre 1868.
- 25 juin : Julie Laurberg, photographe danoise, née le 7 septembre 1856.
- 7 juillet : Romualdo Moscioni, photographe italien, spécialisé dans la photographie d'archéologie et d'architecture, né le 17 mars 1849.
- 18 juillet : Ephraim Moses Lilien, photographe, illustrateur et graveur polonais, né le 23 mai 1874.
- 4 août : Caroline von Knorring, photographe suédoise, née le 6 octobre 1841.
- 5 décembre : F. W. Micklethwaite, photographe canadien, né le 13 mars 1849.
- 15 décembre : Charles Vapereau, enseignant français actif à Pékin et photographe amateur, né le 15 février 1847.
- 17 décembre : Mariano Moreno García, photographe espagnol, né le 25 mars 1865.

- Date précise non renseignée ou inconnue :
  - Giovanni Crupi, photographe italien, né en 1859).

## Célébrations
Centenaire de naissance
- Joseph Albert
- Hippolyte Jouvin
- Augustus Le Plongeon
- Gabriel Loppé
- Luis Léon Masson
- Georges Penabert
- Auguste Reymond
- Kameya Tokujirō
- Heinrich Tønnies
- Adrien Tournachon
- Jan Umlauf
- Louis Charles Raoul Vernay